# 라트비아 녹색당
라트비아 녹색당(라트비아어: Latvijas Zaļā partija)은 1990년 라트비아에서 만들어진 녹색보수주의 정당이다. 1990년에 소련 붕괴와 동시에 다시 창당이 되었다. 현재 지도자는 라이몬즈 베조니스, 비에스투스 실에비에스이다.

## 같이 보기
- 녹색당
- 녹색정치